# Feketeorrú cápa
A feketeorrú cápa (Carcharhinus acronotus) a porcos halak (Chondrichthyes) osztályának kékcápaalakúak (Carcharhiniformes) rendjébe, ezen belül a kékcápafélék (Carcharhinidae) családjába tartozó cápafaj. Viszonylag kis, másfél méteres mérete miatt az emberre nem jelent veszélyt.

## Előfordulása
A feketeorrú cápák Észak- és Dél-Amerika trópusi és szubtrópusi vizeiben, a partokhoz közel, a kontinentális self fölött élnek, beleértve a Karib-tengert és a Mexikói-öblöt is. Elterjedési területe északon az USA Észak-Karolina államáig, délen Uruguayig ér. Hínármezős, homokos vagy korallgörgeteges aljzat környékén egyaránt megtalálhatóak. A különböző méretű és nemű állatok egymástól elkülönülnek. A sekély vizekben csak fiatal cápák találhatóak, a felnőttek a 9 méternél mélyebb tengert kedvelik és leginkább 18-64 méteres vízben fordulnak elő. A közép- és dél-amerikai tengerek cápái nyáron északra, télen délre vándorolnak.

## Megjelenése

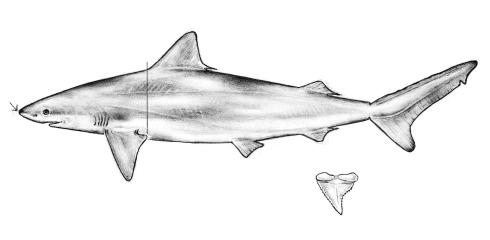
Feketeorrú cápa és fogának rajza. Nyíl és vonalak jelzik a faj jellegzetességeit

A feketeorrú cápa átlagosan 1,2-1,4 méter hosszú és 10 kg súlyú hal, de fogtak már kétméteres és 18,9 kg-os példányt is. Teste karcsú, áramvonalas, orra hosszú és lekerekített, szemei nagyok. Orrlyukaiban a vízáramlást jól fejlett lebeny szabályozza. Felső és alsó állkapcsaiban 12-13, illetve 11-12 sor fog helyezkedik el. Fogai háromszögletűek, fűrészes élűek, rézsútos állásúak. A felső állkapocs fogai vaskosabbak az alsóknál. Kétoldalt helyezkedik el öt-öt rövid kopoltyúnyílása.
Elülső hátúszója viszonylag kicsi, kissé hátrafelé nyilazott; csúcsa hegyes, hátsó része nincs a testhez lenőve. Mindig a mellúszók vonala mögött ered. A többi cápához képest hátsó hátúszója viszonylag nagy, de magassága még így kevesebb mint az elülső hátúszó fele. A hátúszók között nem fut kiemelkedés. A mellúszók rövidek, háromszögletűek. Dermális plakoidjai sűrűn állnak, egymással átfednek; hátsó részük fogazott és a felnőtt állatoknál hosszában 5-7 kiemelkedés húzódik rajtuk. A cápák színe a hátukon sárgás- vagy zöldesszürke, esetleg barnás; hasuk sárgás-fehéres. Orruk hegyén fekete folt látható, ami különösen a fiatal állatok esetében feltűnő. A hátulsó hátúszó vége, valamint a farokúszó felső lebenye és néha az alsó lebeny hegye is sötétebb színű.

## Életmódja

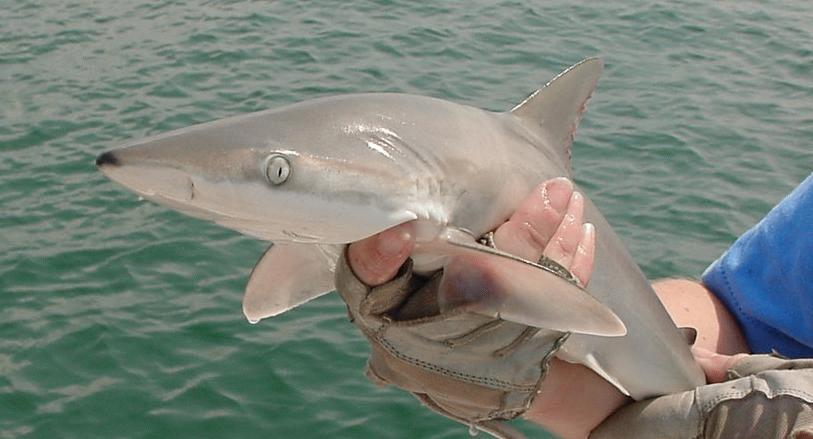
Kifogott cápa

A feketeorrú cápák viszonylag kicsi, de gyors ragadozók, étrendjük többnyire kisebb csontos halakból (többek között árnyékhalak, szardellafélék, bőröndhalak vagy sünhalak) áll, de megeszik a polipokat és egyéb fejlábúakat is. Fürgesége révén képes az olyan nagyobb ragadozók elől is elorozni a prédát, mint például a karibi szirticápa. A szardellák és pérek rajait követve időnként maguk is nagyobb csoportokba verődnek. A feketeorrú cápák kötődnek a területükhöz, feljegyezték, hogy az éves vándorlásuk után a fiatal és felnőtt állatok is mindig ugyanoda térnek vissza.
A feketeorrú cápák nagyobb cápák zsákmányául eshetnek. Fogságban tartott egyedeknél megfigyelték, hogy új fajtársaik vagy búvárok megjelenésekor fenyegető testtartást vesznek fel: ekkor hátát begörbíti, mellúszóit leengedi, száját kitátja és eltúlzott oldalcsapásokkal úszik. Ismert parazitái a Nesippus orientalis, Perissopus dentatus, Pandarus sinuatus, Kroyeria sphyrnae, Nemesis atlantica és Eudactylina dollfusi evezőlábú rákok, valamint a Paraorygmatobothrium és Platybothrium genusokhoz tartozó galandférgek.
A többi kékcápaféléhez hasonlóan elevenszülők: miután a fejlődő embrió elhasználja a pete szikanyagát, az üres szikzacskó méhlepényszerű kapcsolatba lép a nőstény szöveteivel, melyen keresztül az tápanyagokkal látja el. Az USA partjainál a hímek évente, míg a nőstények kétévente szaporodnak; Brazíliában viszont a nőstények is minden évben ívnak. A peteérés nyár végén történik meg, ezután ívnak és a megtermékenyített petékből az új nemzedék a következő év tavaszán születik meg. Az évszakhoz kötöttség miatt az északi és déli félteke cápáinak reprodukciós ciklusa féléves eltolódásban egymáshoz képest. A kihordási idő a trópusi brazil vizeken nyolc, míg a hidegebb északi tengerekben 9-11 hónap.
A nőstények egyszerre 1-6 35-50 cm hosszú utódnak adnak életet. A nőstény mérete és az utódok száma között nem találtak összefüggést. A nőstény feketeorrú cápák lassabban nőnek mint a hímek, de végső méretük nagyobb és hosszabb ideig is élnek. Megfigyelték hogy a Mexikói-öböl cápái lassúbb növekedésűek és hosszabb élettartamúak mint a dél-atlanti vizek lakói. A dél-atlanti cápák ivarérettségüket kb 90 cm-esen érik el, ami a hímeknél 4,3 a nőstények esetében pedig 4,5 éves kort jelent. Ugyanez a Mexikói-öbölben 85 cm hossznál és 5,4 illetve 6,6 éves korban következik be. Élettartamuk a becslések szerint 16,5 (Mexikói-öböl) és 19 év (Dél-Atlanti óceán) között van.

## Természetvédelmi helyzete

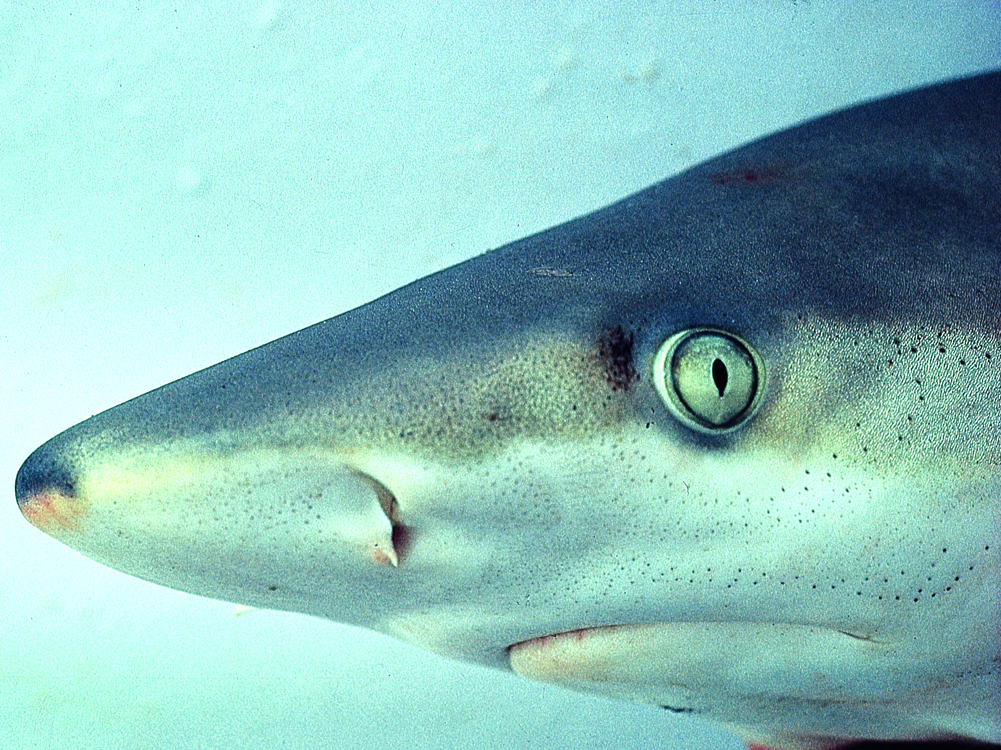
Orrán látható a fekete folt, amiről a nevét kapta

A feketeorrú cápa az emberre nem veszélyes, támadását egyszer sem jegyezték fel. Ennek ellenére búvároknak azt javasolják, hogy ha fenyegető viselkedést észlelnek, akkor ne közelítsék meg. Halásszák; mind sporthorgászok, mind kereskedelmi halászok fogják (elsősorban Florida, Venezuela és Brazília partjainál). Húsát sózva vagy szárítva forgalmazzák. A rákfogó hajók hálóiba is gyakran beleakadnak fiatal példányai.
Az Egyesült Államokban 1999 és között átlagosan évi 27 484 feketeorrú cápát (62 tonnát) fogtak ki. Az újabb vizsgálatok szerint mind az atlanti, mind a Mexikói-öbölbeli populációit túlhalásszák. 2009-ben az amerikai Nemzeti Óceán- és Légkörkutatási Hivatal (National Oceanic and Atmospheric Administration) évi 6065-ös kvótát javasolt erre a fajra. Az észak-brazíliai populáció helyzete stabilnak mondható. A Természetvédelmi Világszövetség Vörös listáján a feketeorrú cápa mérsékelten fenyegetett státusszal szerepel. 

### Fordítás
- Ez a szócikk részben vagy egészben  a   Blacknose shark című angol Wikipédia-szócikk ezen változatának fordításán alapul.  Az eredeti cikk szerkesztőit annak laptörténete sorolja fel. Ez a jelzés csupán a megfogalmazás eredetét és a szerzői jogokat jelzi, nem szolgál a cikkben szereplő információk forrásmegjelöléseként.